# دماب (نجف‌آباد)

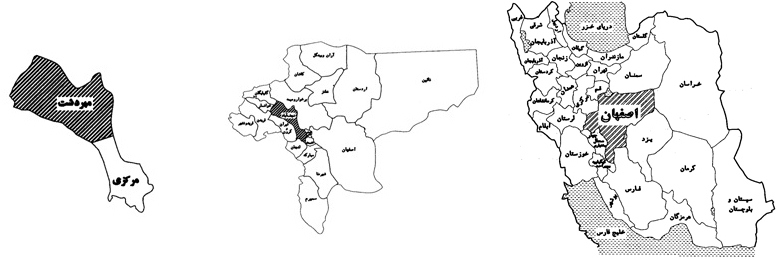
تقسیمات کشوری به تفکیک استان، شهرستان، بخش

دماب ، روستایی است در بخش مهردشت، از توابع منطقه مهردشت شهرستان نجف‌آباد در استان اصفهان ایران.
دماب یکی از دهکده‌های باستانی ایران است، که درمیان رشته کوه‌های زاگرس میانی، و درست درمیانه شهرستان‌های نجف آباد، گلپایگان، خوانسار و فریدن جای گرفته، و از دیدگاه جغرافیایی، روستایی است از بخش مهردشت، شهرستان نجف‌آباد، استان اصفهان. این روستا توسط (محب) ساخته شده که اکنون نسل ایشان شامل طایفه‌های (محبی-زینلی-مختاری و آفرین) می‌باشد.
شهرهای بسیارکهنی چون «گلپایگان و خوانسار» در باختر، و تیران و کرون درخاور، و برخوارو میمه در شمال مهردشت قرار گرفته، و نام‌های بسیارکهن روستاهایی چون اشن، دماب، (دمبو)، شهر علویجه (دهک)، هسنیجه (هسنیچه)، هسنی، خونداب، که ریشه در زبان کهن پهلوی دارد، گویای باستانی بودن روستاهای این سامان است. و باید افزود بناهای باستانی برجای مانده در روستای دماب، پیشینه این دهکده را به بیش از ۱۴ سده بیان می‌کند.

## جغرافیا
دماب درپهنای جغرافیایی ۳۳ درجه و ۶ دقیقه شمالی، و درازای۵۰ درجه و۴۳ دقیقه خاوری، و بلندی۲۱۴۰ متری از روی (سطح) دریا، و در۱۱۰ کیلومتری شمال باختری اصفهان، ۱۰۰ کیلومتری نجف آباد، ۶۰ کلیومتری گلپایگان و ۴۰ کیلومتری خوانسار، و در میانه شهرستان‌های نجف آباد، گلپایگان، خوانسار، فریدن و ۵ کیلومتری شمال خاوری روستای اشن، مرکز دهستان جای دارد. در شمال باختری وشمال خاوری آن، روستاها ی رحمت آباد (کهنه ده) دربیش از دو فرسنگ ونیمی (۱۶ هزار گزی یا ۱۶ کیلومتری) باختر دماب، وخونداب در بیش ازدو فرسنگی (۱۳ هزارگزی یا ۱۳ کیلومتری) شمال دماب، وشهرک دهک (دهق) نیز دربیش ازسه فرسنگی (۲۰ هزارگزی یا ۲۰ کیلومتری) دماب جای گرفته‌اند. همچنین روستاهای خیرآباد، کلفت، علی‌آباد و گلدره (گرگدر) دیگرروستاهای پیرامون این آبادی هستند. جاده آسفالته دهق – خونداب – دماب در روستا دوشاخه می‌گردد. یک شاخه به سوی اشن و از آنجا به سوی گلدره وجاده اصفهان داران، و دیگری به سوی رحمت آباد و از آنجای به سوی باختر یا شهرهای گلپایگان و خونسار می‌رود.
کوه‌های ماورسِوز، (ماهورسبز)، کوه سفید، و کوه چاغگدار در شمال باختری تا جنوب روستا، میان ۲۵۰۰ تا ۳۱۲۵ گز بلندی دارند. از دیدگاه زمین‌شناسی و کشاورزی، زمین‌های دماب را تپه‌ها و آبرفت یا فلات تشکیل می‌دهد. تپه‌ها با شیب ۱۲ تا ۲۵ درسد درجهات گوناگون و بیشترسنگی وبی پوشش گیاهی، و سنگ‌های تشکیل دهنده آن‌ها آذرین وشنی است. این زمین‌ها به سبب داشتن سنگریزه فراوان، شیب، پستی و بلندی و نیزفرسایش، بایرمی‌باشند.
زمین‌های خاوری دماب را آبرفتهای قدیمی وخاک‌های کم عمق با بافت سنگ وسنگریزه تشکیل می‌دهد. شیب کلی وجانبی این زمین‌ها بیشتر تا ۸ درسد و اختلاف بلندی آن‌ها کمتر از ۵۰ گز می‌باشد. این زمین‌ها برای کشاورزی آبی مناسب نبوده و به عنوان مرتع و چراگاه نیز دارای قابلیت زیاد نیست.

### راه‌ها و جاده‌های روستا
در روزگارقاجار، مرکز حکومت، در دهق و اصفهان بوده، و وسیله رفت وشد مردم بیشتربا الاغ و قاطرانجام می‌شده است. امروزه جاده آسفالت از چهارسو ازدماب می‌گذرد: یکی ازسوی دهق، دیگری ازسوی گلپایگان و رحمت آباد، و سومی از سوی فریدن و اشن، وچهارمی از سوی جاده اصفهان داران و گنهران وگلدره.
فاصله روستا با آبادی‌ها و شهرهای پیرامونی
- از دماب تا شهرک دهک (دهق) ۱۸ کیلومتر
- از دماب تا علویجه ۳۰ کیلومتر
- از دماب تا دامنه، از راه کوه خاکسری (خاکستری اشن) ۱۸ کیلومتر
- از دماب تا خونسار ۴۲ کیلومتر
- از دماب تا اصفهان ۱۱۰ کیلومتر (تقریبی)

## جمعیت، فرهنگ، پیشه
- جمعیت: براساس سرشماری مرکز آمار ایران در سال ۱۳۸۵،[۱] سرشماری سال ۱۳۴۵، جمعیت روستای دماب را ۹۵۱ تن، و ۲۰۴ خانوار ۴ نفره بیان می‌کند که بعد خانواری برابر ۷/۴ نفری را نشان می‌دهد. در سال ۱۳۵۵ جمعیت روستا به ۱۰۶۷ تن و ۲۳۰ خانه وار افزایش پیدا کرده و روند افزایش جمعیت در دهه ۶۵–۵۵ هم ادامه یافته و در سال ۱۳۶۵ به ۱۱۶۸ تن و ۲۳۴ خانه وار رسیده که گویای میانگین خانوار نزدیک به ۵ تن می‌باشد. اما در دهه ۷۵–۱۳۶۵ شاهد کاهش جمعیت می‌باشیم؛ آنچنان که برابر سرشماری سال ۷۵ جمعیت روستا به ۹۸۹ تن کاهش و شمار خانوارها به ۲۴۳ خانوار افزایش می‌یابد. بدین گونه میانگین خانوار به ۴ تن کاهش پیدا کرده است.

جمعیت روستای دماب در سال ۱۳۷۵ برابر ۱۱۲۶ تن بوده، که در سال ۸۰ به ۹۹۵ و در سال ۸۳ به ۹۱۹ تن کاهش می‌یابد. گرچه در سال‌های ۱۳۸۳–۱۳۷۵ شمار خانوار، از ۲۴۳ به ۲۶۳، خانوار افزایش می‌یابد. اما میانگین خانوار نیز از۴ تن در سال ۷۵ به ۴/۳ تن در سال ۸۳ کاهش یافته است؛ و روند کاهش همچنان ادامه می‌یابد، به گونه‌ای که برابر آخرین آمارخانه بهداشت، جمعیت روستای دماب در سال ۸۴ به ۸۹۱ تن کاهش یافته است.
آمارهای یادشده نشان می‌دهد که میانگین خانوار تا سال ۱۳۶۵ روند افزایش داشته، اما پس از این سال و به ویژه از آغاز دهه ۱۳۷۰، و در دنباله آن کاهش میانگین خانوار به چشم می‌خورد.
- گروه سنی جمعیت:

برابرآمارخانه بهداشت در سال ۱۳۷۵، ازجمعیت ۱۱۲۶ تنی روستای دماب، ۶۶۹ تن برابر ۴/۵۹٪ زیر۲۵ سال، و گروه سنی ۱۰–۱۴ سال، ۸/۱۵٪ جمعیت زیر ۲۵ سال را دربرداشته‌اند. گروه سنی ۱۵–۱۹ سال به ۱/۱۲٪، و گروه سنی ۲۰–۲۴ سال به ۲/۱۱٪ کاهش می‌یابد. سهم نسبی گروه سنی ۲۵ تا ۶۴ ساله ۰۴/۳۲٪، و گروه سنی بالای ۶۴ سال ۲/۸٪ است، که بیانگر بالا بودن ضریب پیری جمعیت روستا است.
در سال ۸۴ از جمعیت ۸۹۱ تنی روستا، گروه سنی زیر۲۵ سال ۶/۴۶٪، گروه سنی ۲۵–۶۴ سال برابر ۵/۳۷٪، و جمعیت بالای ۶۴ سال بیشتراز ۹/۱۵٪ جمعیت می‌باشند.
برابر سرشماری سال ۱۳۷۵، از جمعیت ۹۸۹ تنی روستا، ۸۸۲ تن بالای ۶ سال سن داشته، که از این گروه ۶۱۶ تن خواندن می‌دانستند (باسواد بوده‌اند)، و این نشان دهنده نسبت باسوادی ۸/۶۹٪ می‌باشد. بررسی آمار وضعیت سواد به تفکیک جنس در سال ۷۵ نشان می‌دهد که از جمعیت ۴۳۶ تنی مردان، بیش از۶ سال، ۳۲۸ تن، برابر ۵/۷۳٪ و از جمعیت ۴۴۶ تنی زنان، ۲۲۸ تن، برابر ۱/۵۱٪ باسواد بوده‌اند. برابر آماری دیگر، در سال‌های ۷۵–۸۴، نسبت باسوادی مردان از ۵/۷۳٪ به ۹/۷۶٪، و نسبت باسوادی زنان از ۱/۵۱٪ به ۴/۷۱٪ افزایش یافته است.
تا پایان سال تحصیلی ۸۰–۸۱ از ۹۲۱ تن جمعیت ۶ ساله و بالاتر روستا، ۳۹۷ تن مرد و۲۷۰ تن زن، برابر۴ /۷۲٪ برآورد گردیده است. از این شمار۸۲ تن دردبستان، ۵۴ تن در راهنمایی و۵۰ تن متوسطه در حال تحصیل بوده‌اند.

## پیشینه و تاریخ

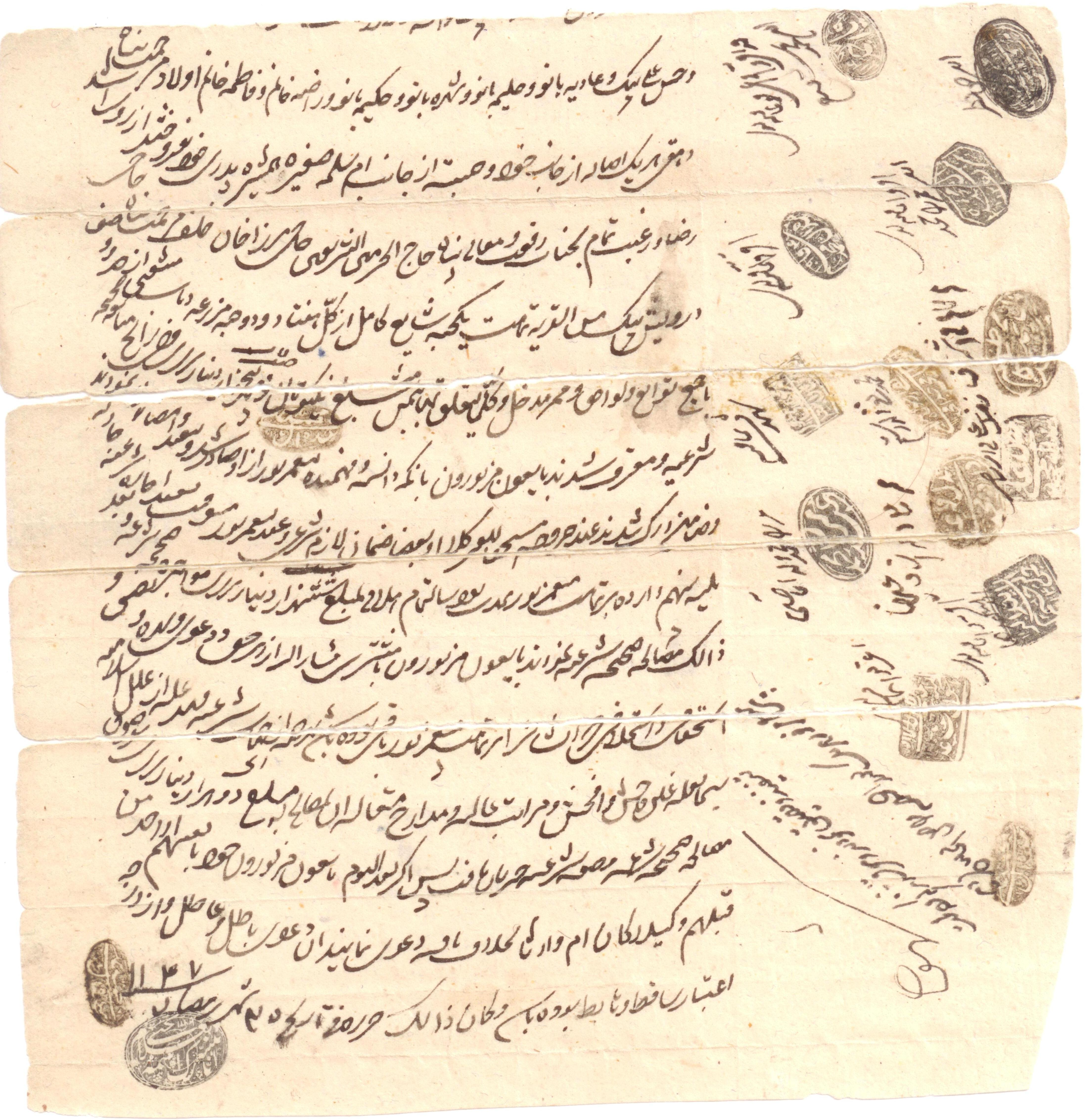
یکی از اسناد خرید وفروش در دماب در سال ۱۱۴۳ ق

تاریخ مشخصی رابرای بنای روستا نمی‌توان بیان نمود اما شخصی به نام محب روستا را بنا نهاده و اولین خشت روستا توسط ایشان گذاشته شده است. اما صرف نظر ازوجود قلعه سنگ ازبناهای دوره اشکانی، در سندهای خرید و فروش و عقد و ازدواج برجای مانده از گذشته، نشان از وجود این آبادی در پیش از روزگار صفویه دارد. این گفته را کاروانسرای شاه عباسی «جلوگیر» و وجود «مزرعه میرزاخون» (میرزاخان) از املاک خالصه صفوی در نزدیکی روستا تأیید می‌کند.

## بناهای باستانی دماب

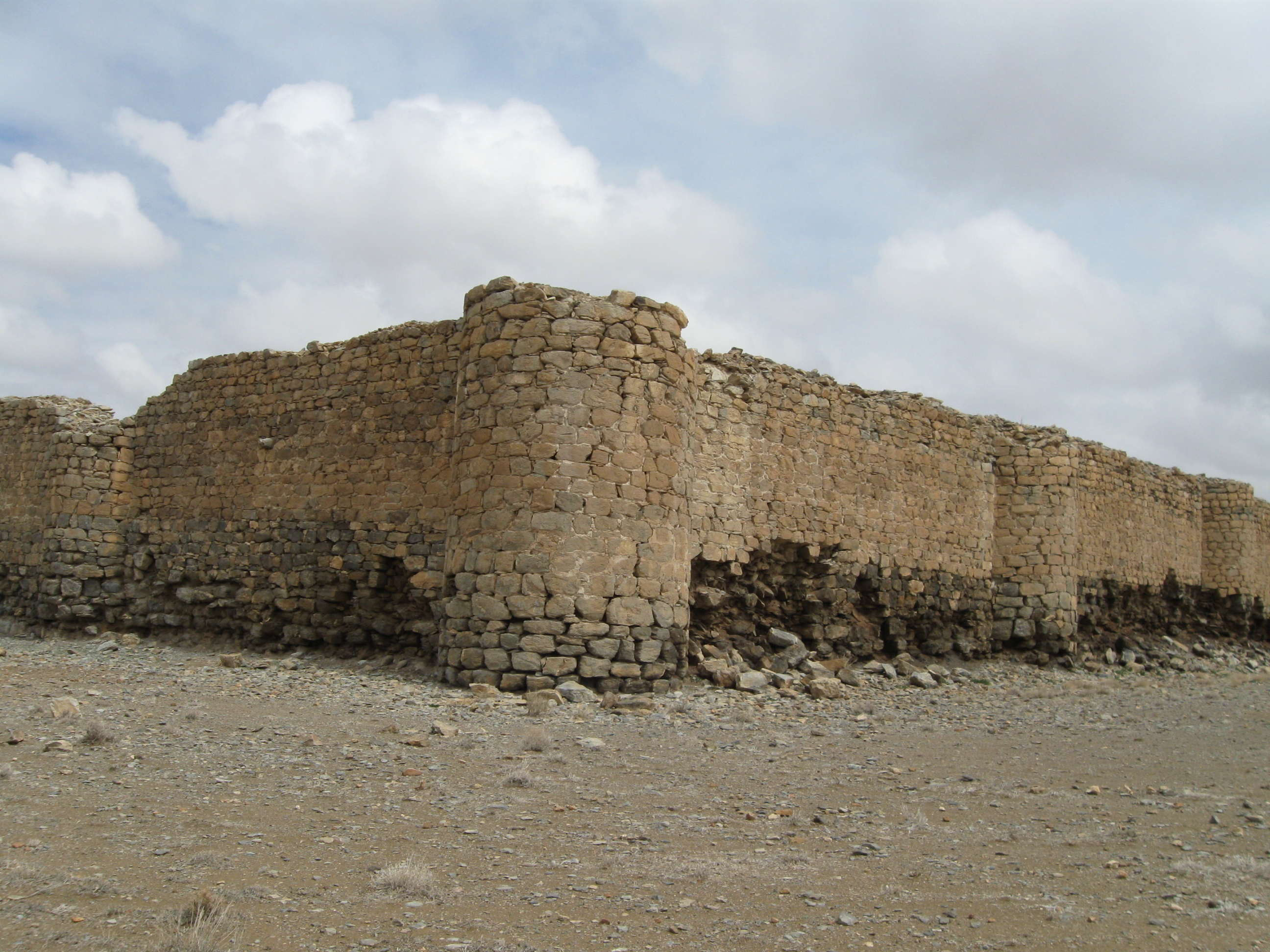
قلعه سنگ از بناهای اواخر دوره اشگانی و اوایل دوره ساسانی

- قلعه سنگ: بنایی سنگی در نزدیکی روستا که پلان و مصالح ساخت آن دیرینه اش را به اواخرروزگار اشکانیان و اوایل دوره ساسانی می‌رساند دژی سنگی چهار گوش، با ۱۰ برج گرد تو پر، که ۸ برج آن خوب برجای مانده و۲ برج نیز روی به ویرانگی نهاده.

قلعه ساسانی: در کنار قلعه سنگ، ویرانه‌هایی قلعه‌ای خشتی بر جای مانده، که هنوز بلندای دیوارهای آن ۵ متر بر جای مانده است. چینش دیوارها به مانند همه قلعه‌های خشت و گلی از چینه‌های یک گزی است که روی هر چینه از خشت خام پر شده. هنوز در بقایای بر جای مانده این بنا، بازمانده یک برج دیده می‌شود. اندازه خشت‌های به کار رفته در بنا ۴۰ در۴۰، و پهنای بیش از۱۰ سانت، و به اندازه خشت‌هایی است که در ساخت آتشگاه اصفهان در بلندی کوه آتشگاه، و نیز بیشتر آثار برجای مانده از روزگار ساسانی است.

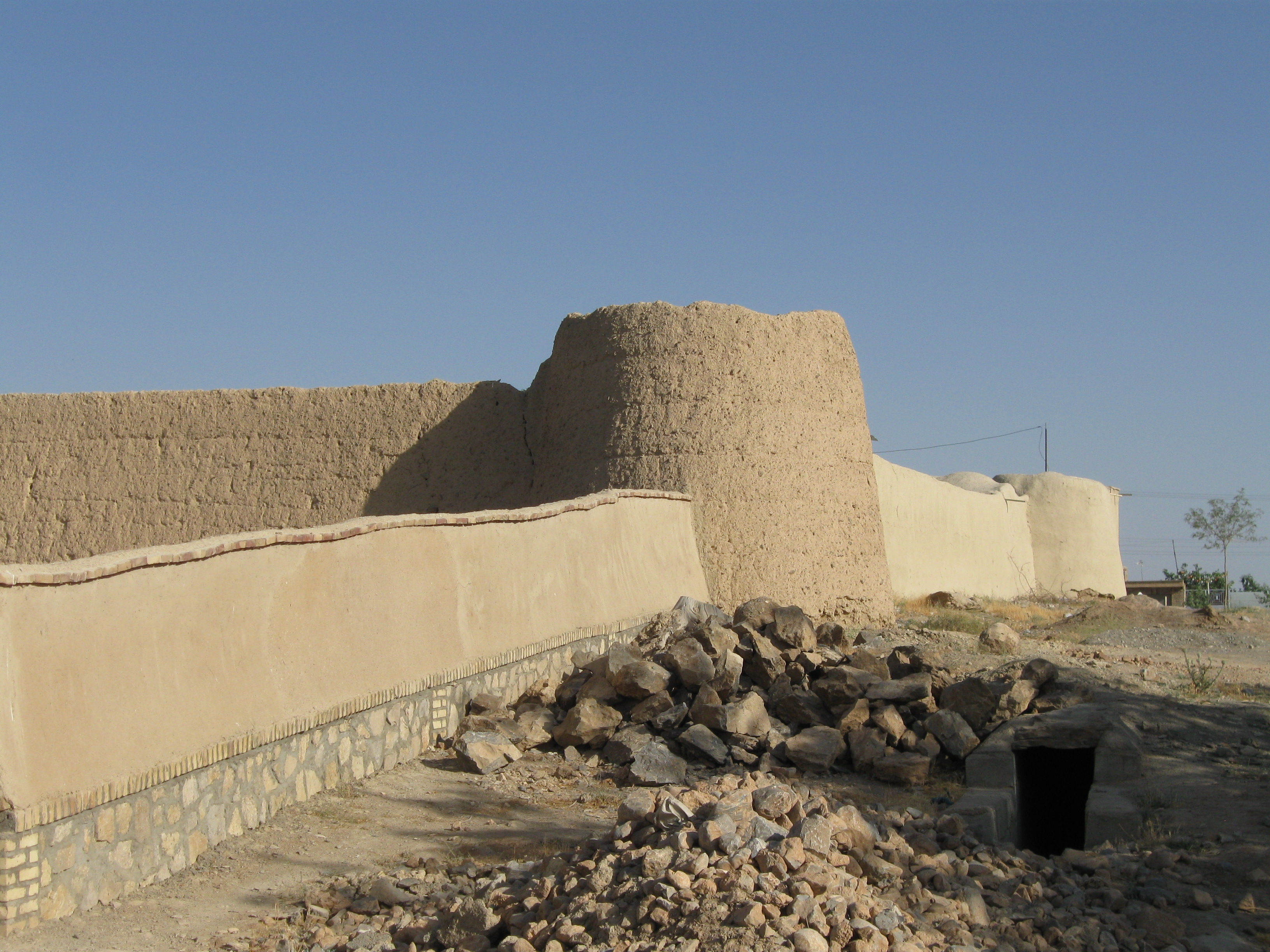
قلعه دروش بگ

- قلعه دروش بگ: یکی دیگر از بناهای باستانی دماب، قلعه دروش‌بگ است، که یکی ازکهن‌ترین قلعه‌های دماب به‌شمار می‌رود. این قلعه در شمال خاوری روستا ساخته شده، و ساختمان آن برابر با ا لگوی معمار ی در روستا بوده است. دروش بگ ۴ برج داشته که درگذر روزگار، تنها سه برج ازبر ج‌ها و دیوار شمالی و باروهای آن برجای مانده است. براساس اسناد برجای مانده بنای دروش بگ مربوط به دوره صفوی است.
- قلعه نو دماب: در میانه روستای یکی از مهم‌ترین وبزرگترین و سالم‌ترین قلعه‌های روستا به نام «قلعه نو» خودنمایی می‌کند که از دیدگاه نقشه و انگاره (پلان) و سالم بودن بنا، در بلوک مهردشت تا ارگ گوگد، مانند آن پیدا نمی‌شود. «قلعه نو» در سال ۱۲۱۸ق (در روزگارشاهی فتحعلی شاه) در زمینی چهارگوش ودرپهنه‌ای (۶۰ در۶۰ متر) نزدیک ۳۶۰۰ متر ساخته شده که زمین زیر قلعه یکپارچه سنگ سخت است. ساختمان بنا دارای پنج برج دفاعی مخروطی است، چهار برج درچهار گوشه، و یک برج در میانه ضلع خاوری بنا. پنج برج بلند و پایدار، که دورتا دور سرآنها، تزیینات هندسی، ونقش‌های چلیپا مانند و چهار گوش دیده می‌شود. برج‌ها به سه بخش زیر برج، میان برج و سر برج بخش می‌شوند. این برج‌ها برای دیده‌بانی بکار می‌رفته‌اند و بلندی آن‌ها به ۱۳ گز، و قوس بیرونی پایین هر برج به ۲۲ گز می‌رسد.

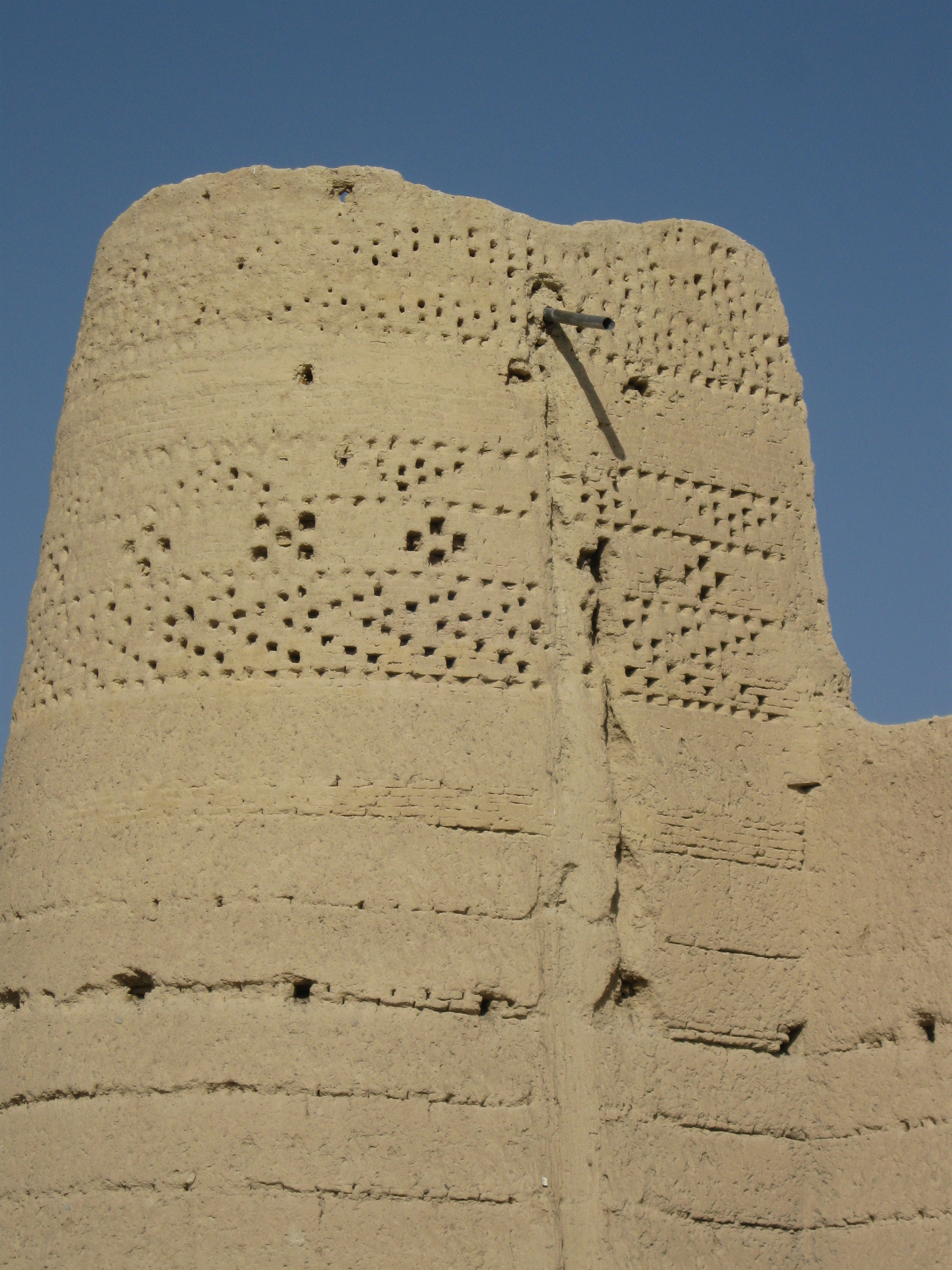
قلعه نو دماب

این بنا توسط حاج حسن محبی ساخته شده که مردم روستا با ایشان همکاری کرده و این شاهکار را پدید اورده‌اند. دیوار حصار دور قلعه را، ازدوازده چینه ساخته‌اند. چینش خشت‌ها در رویه بیرونی دیوارها به گونه‌ای ویژه و نقش دار است، به گفته دیگر، سازنده بنا با چینش خشت‌ها، بنا را نما داده است. کلفتی پی‌های دیوارها به ۴ گزمی رسد. بنیان‌گذار این قلعه زیبا که به شماره ۹۰۴۶ درجرگه آثار باستانی و ملی کشور، به ثبت رسیده، حاج حسن دمابی بوده که به کمک مردم دماب وسهامداران آنرابرای دفاع مردم دربرابر یورش یاغیان و دزدان درمیانه روستا ساخته‌اند. این قلعه زنده ودارای سکنه است و در آن چند خانه هست و گروهی از مردم روستا در آن زندگی می‌کنند. شایان ذکر است اولین شخصی که روستا را بنا نهاده تأثیر بسزایی در آبادانیه آنجا داشته و این راه توسط نسل‌های بعذیه ایشان نیز ادامه پیدا کرده است.

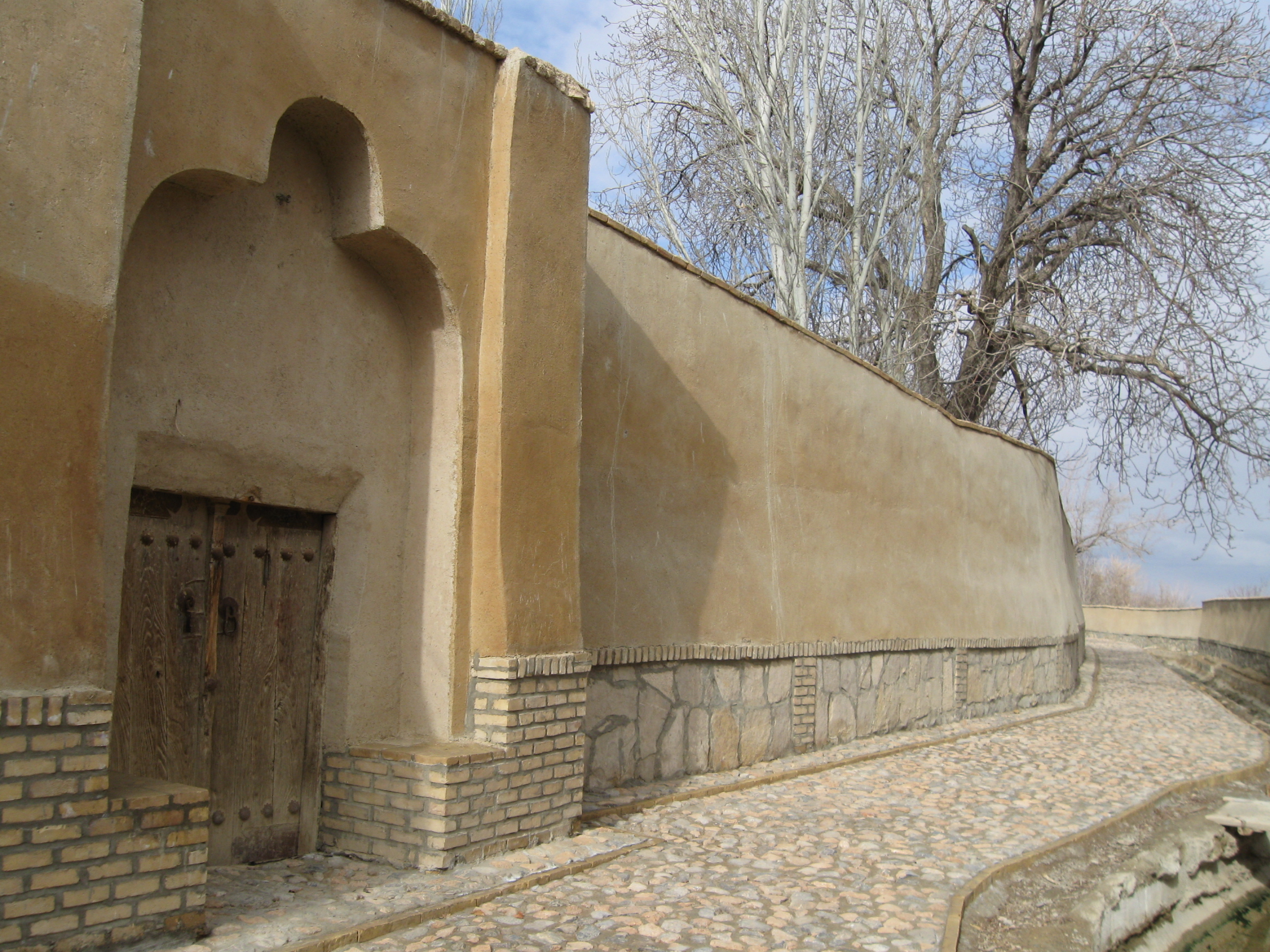
درب عمارت دماب در یکی از کوچه باغ‌های روستا

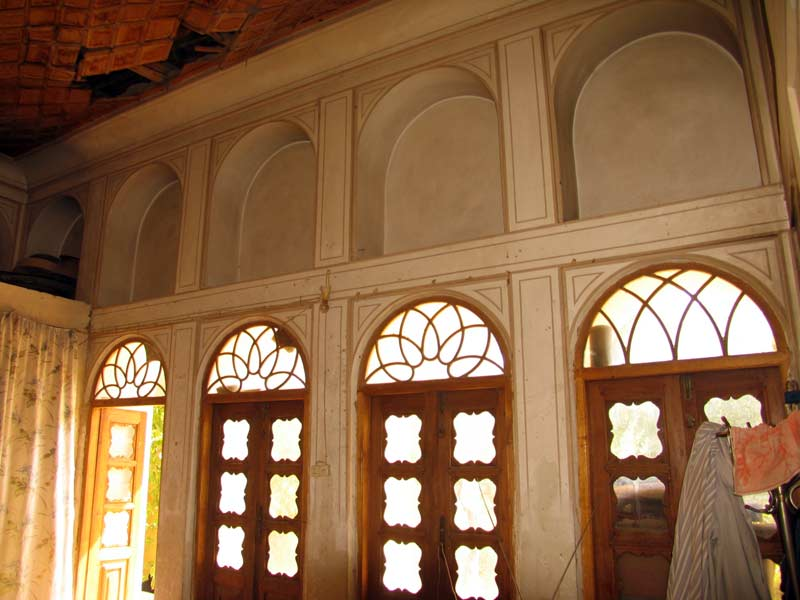
یکی از اتاق‌های عمارت دماب

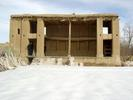
حسینیه حاج حسن دماب ساخته شده در ۱۲۶۶ ق

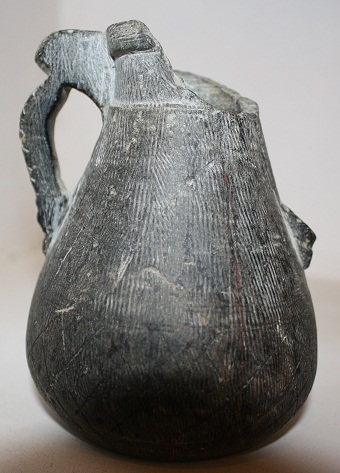
پیه‌سوز مکشوفه در کهریز دماب که سال ساخت ۱۱۱۲ ق بر آن حک شده است

## گیاه‌شناسی دماب
- ۱- گیاهان طبیعت منطقه:

پوشش گیاهی در کوهستان‌های دماب، استپ کوهی، همراه باگونه‌های گون به ویژه «کتیرا» است که کاربری صنعتی و بهداشتی دارد. استپ کوهی از باختر به خاور کاهش می‌یابد. بیشتر گونه‌های گیاهی منطقه شامل گیاهان بوته‌ای، گیاهان نیمه صحرایی و دارویی و تعدادی اندکی از گونه‌های درختی است.
برخی از گیاهان خودرو و بوته‌ای منطقه عبارتند از: گیاهان خودرو مانند مُک کو (شیرین بیان) که ریشه آن‌ها کاربری دارویی دارد، گل گاو زبان، شاتره، کاسنی، تره کوهی، چندال، مرزنجوش، دینارو (بسیار خوش‌بو است)، شوید کوهی، ریش قازی، شنگ، جل غاسم (جوقاسم)، گوش بره، خاکشیر، مرزنگوش، بارتنگ (بارهنگ)، بادرنگ، بابونه، قدومه، گون (کتیرا)، خارشتر، اسفند، لواس (ریواس)، چای کوهی، کرچک، اردلک (الدرک)، کنگر، جاز، گاپونه، کما، اشنو، زول، چرخک، و بوته و بیشترین پوشش گیاهی بیابان‌ها را جاز پوشانده است.
گیاهانی که در این سرزمین وجود دارند به‌طور کلی به دو گونه خودرو (وحشی) و کاشتنی بخش می‌شوند، و باید روشن سازم که گیاهان هرز بسیار گوناگون و از تیره‌ها یا خانواده‌های مختلف‌اند. گیاه هرز گیاهی است که ناخواسته در زمین‌های کشاورزی می‌روید و به گیاه اصلی کشت لطمه می‌زند؛ بنابراین گیاه هرز بی‌مصرف یا مضر نیست بلکه از دید کشاورزی هرز به‌شمار می‌رود. بسیاری از گیاهانی که در اینجا نام برده می‌شوند مصرف خوراکی و علوفه‌ای و دارویی و تزئینی هم دارند.
- ۲- لواس (ریواس):

ریواس یکی از گیاهان بهشتی - دارویی- خوراکی دماب است. این گیاه بومی دماب است، جایگاه رویش آن شیب‌های کوهستان، لابلای تخته سنگ‌ها است و درهمه منطقه، تنها درکوه‌های دماب می‌روید. هنگام رویش آن بهار و آن هم در پنجاه روز پس از نوروز است؛ ولی در جاهای دیگر تا نخستین روزهای تابستان و در برخی جاها ازخرداد تا تیر گل می‌دهد. این گیاه دراصفهان، درکوه‌های کوچری گلپایگان، و برخی کوه‌های فریدن، و پیرامون سد زاینده رود و به ویژه چادگان، و دامنه کوه‌های بینالود درخراسان، کوهستان‌های آذربایجان، و بلندی‌های البرز، کوهستان‌های کردستان، هم می‌روید.
با رسیدن لواس مردم آبادی‌های مهر دشت، همچن اشن، گلدره، خیرآباد، علی‌آباد، خونداب، دهک و گاهی از روستای در، برای چیدن لواس، به کوه‌های دماب سرازیر می‌شوند.
- ۳- درخت هَلگ :

هَلگ halg گونه‌ای درخت و میوه پاییزه محلی، ازخانواده هلو، اما کوچکترازمیوه هلو، که دیرترازهلوهم می‌رسد. پوست این میوه با پوست هلو اندکی متفاوت است، و در صورت تماس با پوست صورت می‌سوزاند. درخت این میوه نیز به مانند درخت هلواست. درگویش‌های خونسار، نوجان، خمین، بادرود، و لری به آن «هلگ» و در برزرود و روستای طره و شهر نراق به آن «الگ» می‌گویند وبا آن جوزقند درست می‌کنند. گمان می‌رود که این میوه در مرکز ایران و در شهرهای گلپایگان، خونسار، فریدن، ناحیه کربند وتیران، نطنز، بادرود، خمین، ونراق کاشته می‌شده است.
باید بیفزایم که هُلو، میوه آبدار درخت هلو درلاتین به معنی سیب ایرانی است که دارای یک هسته سخت، گوشت زرد، یا سفید و پوستی مخملی می‌باشد.
- ۴- اِنگور :

اصلی‌ترین میوه باغی دماب اِنگور است. روزگاری نه چندان دور، ۱۸ کارخانه شیره انگورپزی، در روستا دماب بوده، که درهمه تابستان و بخشی ازپاییز شبانه‌روزی به پخت شیره مشغول بوده‌اند، ولی باغ داران وانگورداران روستا پشت درب کارخانه‌های شیره پزی نوبت بندی می‌نموده، تا انگورهای خود را شیره کنند، و گاهی سر نوبت، برخورد و دلخوری نیز پیش می‌آمده است؛ یعنی ۱۸ کارخانه شبانه‌روزی، از پاسخ گویی به مردم آبادی درمی‌مانده‌اند، زیرا به سبب فراوانی و انبوهی انگور روستا، آن‌ها پس ورنمی‌آمده‌اند که به هنگام انگورمردم را بپزند.
همچنین، مردم افزون بر انگورهایی که شیره می‌نمودند، مقداری ازمحصول انگورخودرا با لوده وبا حیوان، به منطقه فریدن و روستاهای ارمنی‌نشین برده ومی فروخته، و به جای آن گندم و جو و محصولات کشاورزی می‌خریدند. ارمنی‌های روستایی نیز این انگورها راشراب می‌انداخته‌اند.
افزون بر آن مردم بخش دیگری از محصول انگور خود را کشمش کرده، و کشمش را به شهر برده، و می‌فروختند، یا آن را برای تنقلات یک سال خود، در انبارها ذخیره می‌نمودند. گفته‌های بالا گویای انبوهی و فراوانی محصول انگور در این روستا بوده است؛ یعنی انگورداران بخشی از انگور خود را فروخته و بخشی را کشمش نموده و افزون برآن را شیره می‌نمودند. با این گفته می‌توان اندیشید که محصول انگور آبادی تا چه اندازه انبوه بوده و چه نقش اساسی درزنگی روستایی مردم ایفا می‌نموده است.
در گذشته باغ انگور، بخش مهمی اززندگی مردم این روستا به‌شمار می‌آمده، و انگور عمده‌ترین محصول ایشان بوده، زیرا همه مردم روستا باغ انگورداشته، وبخش مهمی از کارکشاورزان درباغ‌های انگور سپری می‌شده است، و انگور در اقتصاد مردم نقش نخست را ایفا می‌نموده است. پس برهمین اساس مردم نام‌ها و واژگان بسیاری دربارهٔ انگور، ومو دارند.